# Parque natural nacional de Tsumanska Puscha
Parque de Naturaleza Nacional Tsumanska Puscha (en ucraniano: Національний природний парк Цуманська Пуща) es un parque nacional de Ucrania, localizado al este del óblast de Volinia.
El parque, creado en 2010 con una extensión de 334,75 km2, procede en parte de terrenos militares. Se encuentra en un macizo forestal en la frontera meridional de Polesia, al noroeste de Ucrania, entre los ríos Styr y Horyn Kormin, con bosques caducifolios, pantanos y turberas.

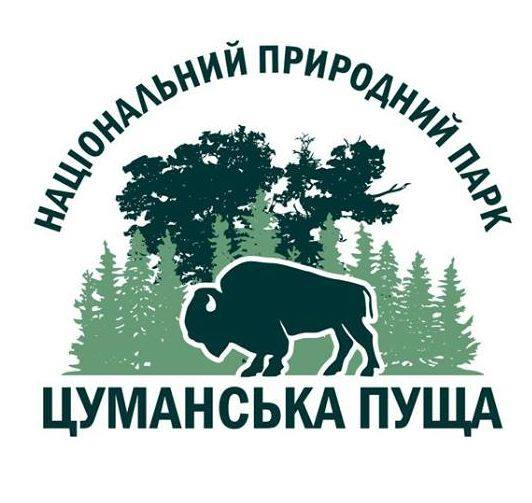
Logo del parque

## Flora y fauna
En el bosque predominan el roble y la asociación roble con carpe, en un clima continental templado. En los valles hay bosques de pino y roble, y en las riberas, hay alisos y vegetación de pradera junto a los humedales. Entre las plantas menos comunes, hay sanicula hembra, la orquídea Cephalanthera longifolia, el sauce Salix myrtilloides, abedules, torvisco de los Pirineos, la orquídea heleborina de hojas anchas, arándanos, juncos en los pantanos, nenúfar blanco, etc.
Entre la fauna, culebra lisa europea, cigüeña negra, aguilucho pálido, búhos, lechuzas, alcaudones, visón europeo, nutria, lobos, castores y, de cierta importancia, bisontes.